# Leptodactylus rhodonotus
Leptodactylus rhodonotus é uma espécie de anfíbio  da família Leptodactylidae.
Pode ser encontrada nos seguintes países: Bolívia, Brasil, Colômbia e Peru.
Os seus habitats naturais são: florestas subtropicais ou tropicais húmidas de baixa altitude, regiões subtropicais ou tropicais húmidas de alta altitude, rios intermitentes, pântanos, marismas de água doce, marismas intermitentes de água doce, terras aráveis, jardins rurais, florestas secundárias altamente degradadas, lagoas para aquacultura, terras irrigadas e canals e valas.